# الصحة في سوريا

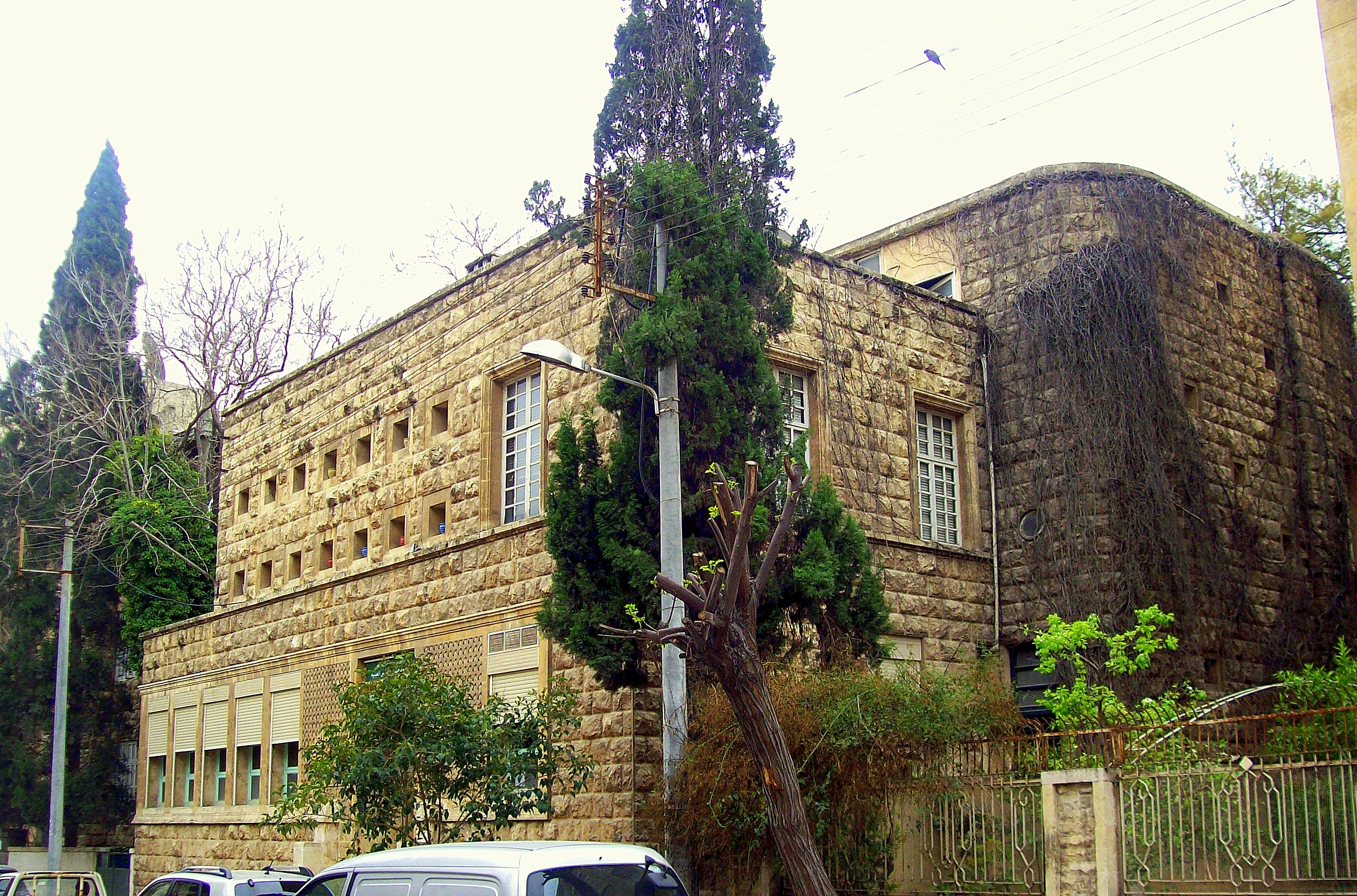

الصحة في سورية يقوم نظام الصحة في سورية على مبدأ حرية الوصول والرعاية المجانية في المستشفيات العامة، ما عدا المستشفيات تحت إشراف وزارة الدفاع حيث تكون مخصصة للعسكريين وأسرهم.
- في المستشفيات التابعة لوزارة التعليم العالي (المستشفيات الجامعية)، والتي عادة ما تكون مجهزة على وجه أفضل من مستشفيات وزارة الصحة، ويمكن للمريض أن يختار بين الخدمة المجانية أو المدفوعة (التي تكون بنوعية أفضل).
- وفيما يتعلق بالأطباء، وتسعيرة الزيارات فهي مرتفعة جدا مقارنة مع متوسط الدخل الشهري للموظفين.

## خدمات الصحة العامة
يبلغ المجموع العام للمشافي في سورية 482 مستشفى بعدد أسرة 30206 سرير، منها 117 مستشفى عام، بعدد أسرة 21849 سرير. وتحتفظ المستشفيات العامة بأكثر من 65 ٪ من قدرة الاستيعاب. وهناك أربع وزارات مسؤولة عن نظام الرعاية الصحية في المستشفيات العامة:
- وزارة الصحة (85 مستشفى في عام 2008).[1] ولوزارة الصحة أكثر من 800 عيادة تقع معظمها في المناطق الريفية.
- وزارة التعليم العالي ولها 12 مستشفى جامعي[1] في عام 2008.
- وزارة الدفاع (18 مستشفيات والعديد من العيادات).[1]
- وزارة الداخلية (مستشفيان: حلب ودمشق).[1]

وبلغ عدد الوحدات الصحية المستثمرة لغاية عام 2007 ما يقارب 1717 وحدة صحية. وبلغ متوسط عدد السكان لكل وحدة صحية في عام 2007 ما يقارب 11166 فرد لكل وحدة صحية.

## وزارة الصحة
وزارة الصحة هي الجهة الفاعلة الرئيسية المسؤولة عن جميع الخدمات الوقائية وتدريب العاملين في المجال الطبي المتخصص. عرفت المؤسسات الصحية التي تعتمد على وزارة الصحة تقدما بارزا من حيث البنى التحتية الطبية والحملات الطبية، وتطوير الرعاية الصحية الأولية. في الواقع، ازداد عدد المستشفيات التخصصية، والمراكز الصحية، والوحدات الصحية وانتشرت في جميع أنحاء البلاد. ولكن كمية الطلب أدى إلى تدهور خطير في ظروف الرعاية في معظم المستشفيات العامة.
ومن مهام وزارة الصحة:
- الإشراف على جميع شؤون الصحة ومؤسساتها والتنسيق بينها.
- توفير خدمات الرعاية الصحية للمواطنين.
- إجراء الدراسات السكانية واقتراح السياسات وكذلك تعزيز الصحة الإنجابية وتنظيم الأسرة ورعاية الحامل والطفل.
- توفير الدواء
- تنظيم صناعة المواد والمستحضرات الكيميائية والاتجار بها.
- الوقاية من الأمراض السارية.
- تطوير مهنة التمريض وإنشاء المدارس والمعاهد اللازمة والإشراف عليها.
- التثقيف الصحي.
- إعداد البحوث التي تسهم في تطوير الأداء الصحي.
- منح تراخيص ممارسة العمل لذوي المهن الطبية والصحية وفق معايير معتمدة.
- منح تراخيص المؤسسات والمنشآت الصحية وفق معايير معتمدة.

## وزارة التعليم العالي
تقول بعض التقديرات أن أفضل المستشفيات في القطاع العام هي المستشفيات الجامعية التي تعتمد على وزارة التعليم العالي. وخدمات هذه المستشفيات من حيث المبدأ في متناول الجميع بنفس الطريقة التي يعامل بها من وزارة الصحة. ولكن يقبل المستشفى الجامعي في دمشق، ومستشفى الأسد بممارسات القطاع الخاص في مبانيها.

## وزارة الدفاع
إن مستشفيات وعيادات وزارة الدفاع لديها أكثر المعدات تقدما في البلد، وأكبر ميزانية مخصصة، ولكن الاستفادة من هذه المستشفيات مقصورة على العسكريين وأسرهم. ووفقا لبعض التقديرات، فإن ما يقرب من 20 ٪ من الأطباء يعملون في هذه المستشفيات، ولكن لا توجد إحصاءات عنها.

## مستشفيات عامة أخرى
وهناك أيضا ثلاثة مستشفيات في حلب وحمص وطرطوس، تشمل على 247 سرير، تعود إلى الاتحاد العام لنقابات العمال. وهذه المستشفيات مخصصة للعاملين في المحافظات.

## الخدمات الصحية في القطاع الخاص
يوجد في سورية حوالي 370 عيادة خاصة، ومعظمها مؤسسات صغيرة (10 إلى 20 سريرا في المتوسط). إلا أن بعضها مستقر في المدن الكبرى، مثل حلب ودمشق على وجه الخصوص، لديها القدرة على استيعاب أكثر من مئة سرير. وهي عيادات شاملة، وتوفر خدمات الطوارئ والجراحة. وقد ازداد عدد العيادات الخاصة ولكن لا يرتادها سوى جزء صغير من السكان بسبب سعرها المرتفع جدا بالنسبة لمتوسط الدخل، وخصوصا أن هذه التكاليف غير معوضة.

## عيادات الأطباء
يوجد بالإضافة إلى العيادات الخاصة عيادات للأطباء في المدينة والمناطق الريفية التي يصعب تحديد عددها، ولا يعطي عدد الأطباء الممارسين صورة دقيقة عن عدد العيادات نظرا للتداخل بين الممارسة في هذا القطاع وفي القطاع العام.
و تسيطر نقابة الأطباء ووزارة الصحة على خدمات القطاع الخاص في مجال الأسعار وجودة الخدمات المقدمة.

## الأطباء
وفقا لإحصاءات من وزارة الصحة 2007، يبلغ عدد القوى العاملة في القطاع الطبي 83576 شخصا فيهم 29055 طبيب، و13994 طبيب أسنان، و15152 صيدلي و16948 مساعد فني و29807 ممرض و5471 قابلة وطبعا هذه الاحصاءيات قديمة وتغيرت كثيرا في الوقت الحاضر. وأكثر التخصصات هي الجراحة وأمراض النساء. ويكون 1.39 طبيب لكل ألف من السكان.
التعليم والتدريب الطبي متوفر في كليات الطب في كل من حلب ودمشق واللاذقية. وتكون الدراسة باللغتين العربية والإنجليزية لمدة ست سنوات، وتكمل بأربع أو خمس أو ست اوسبع سنوات من التخصص في المستشفيات الجامعية لأفضل الطلاب وبمستشفيات الصحة والدفاع للطلاب الاقل مستوى. يتابع ما يقرب نصف هؤلاء الأطباء جزءا من تدريبهم في الخارج، في كثير من الأحيان، غالبا في فرنسا وأحيانا في ألمانيا وبريطانيا، وحتى في الولايات المتحدة والبعض يبقى سنة بعدالاختصاص ثم يكمل خارجا.
تسمح وزارة الصحة للأطباء الشباب بحرية ممارسة المهنة لمدة عامين في المناطق الريفية. ولكن تدني الأجور الأطباء في القطاع العام شجعهم على الانخراط في القطاع الخاص.

### الأطباء العاملون لحساب وزارة الصحة
يقسم الأطباء العاملون لحساب وزارة الصحة إلى ثلاث فئات: (أ) المتخصصون الذين يسمح لهم بممارسة عملهم بحرية خارج أوقات عملهم النظامي لصالح الوزارة. (ب) الدارسون للاختصاص لا يسمح لهم بمزاولة المهنة طوال فترة تدريبهم. أي أربع سنوات للطبيب العام، بالإضافة إلى ثلاث سنوات لاحقة للمتخصص، ثم تضاف سنة واحدة من الخدمة في المراكز الصحية. (ج) أطباء المراكز الصحية الذين يتمتعون بحق ممارسة المهنة في القطاع الخاص خارج أوقات العمل الرسمي.

### الأطباء العاملون لحساب وزارة التعليم العالي
وهؤلاء هم أساتذة ومساعدي الأساتذة في كليات الطب وأطباء المستشفيات الذين يحق لهم ممارسة المهنة في القطاع الخاص خارج ساعات العمل إن لم يكونوا قد وقعوا عقدا لكامل الوقت.

### الأطباء العسكريون
يجوز لهم العمل في القطاع الخاص خارج ساعات العمل الرسمي.

### الأطباء الآخرون
الأطباء الذين لا يعملون لحساب وزارة ما يمارسون المهنة بحرية في عياداتهم. وتحدد الأجور من قبل وزارة الصحة، وبإشراف من نقابة الأطباء.
وفي سورية أيضا نحو 28000 ممرضة. وهؤلاء تدربن عامين في خمس مدارس تابعة لوزارة الصحة (في حلب ودمشق واللاذقية)، ووزارة الدفاع (في حلب ودمشق).

## معامل الأدوية
يبلغ عدد معامل الأدوية الوطنية المنتجة حتى نهاية سبتمبر 2009 57 معملا تتركز معظمها في ريف دمشق وحلب. وقد حصلت معظم هذه المعامل على شهادات الآيزو 9001 و14001 و18001. وتصنع سورية 90 % من حاجتها الدوائية وتستورد الباقي.